# Charles Melton
Charles Michael Melton (Juneau, 1991. január 4. –) amerikai színész és modell. Legismertebb szerepe Reggie Mantle a The CW televízió Riverdale című sorozatából valamint Daniel Bae A Nap is csillag (2019) című filmben.

## Élete
Melton 1991. január 4-én született Alaszka állam fővárosában, Juneau-ban, Sukyong és Phil Melton gyermekeként. Édesapja angol felmenőkkel rendelkező amerikai, és a leírások szerint cherokee gyökerekkel is rendelkezik. Édesanyja koreai emigráns, aki apjával 1990-ben költözött az Egyesült Államokba. Melton a legidősebb gyermekük. Családja gyakran költözött, mert apja a hadseregnél dolgozott. Egy időben családjával a dél-koreai Pyeongtaekben élt körülbelül 5 évig. 
Végül a kansasi Manhattanben telepedtek le. Melton 2009-ben érettségizett a Manhattan High Schoolban. A szomszédos Kansasi Állami Egyetemen tanult, ahol Bill Snyder edző irányítása alatt védekező hátvédként játszott a futballcsapatban. 20 évesen otthagyta az iskolát, hogy színészkedhessen, és 2012-ben a kaliforniai Los Angelesbe költözött.
Korábban kutyasétáltatóként is dolgozott a Wag alkalmazás segítségével.

## Magánélete
2018 júniusában Melton vitába keveredett a 2011-ben és 2012-ben írt, kövéreket megszégyenítő tweetjei miatt. Azóta már nyilvánosan bocsánatot kért.
Melton a Riverdale-es színész-társával, Camila Mendesszel járt.

## Filmográfia

### Film
| Év   | Magyar cím                      | Eredeti cím                             | Szerep     | Magyar hang      | Rendező                       |
| ---- | ------------------------------- | --------------------------------------- | ---------- | ---------------- | ----------------------------- |
| 2018 |                                 | The Thinning: New World Order (webfilm) | Cage       |                  | Michael J. Gallagher          |
| 2019 | A Nap is csillag                | The Sun Is Also a Star                  | Daniel Bae |                  | Ry Russo-Young                |
| 2020 | Bad Boys – Mindörökké rosszfiúk | Bad Boys for Life                       | Rafe       | Jéger Zsombor    | Adil El Arbi és Bilall Fallah |
| 2020 |                                 | Mainstream                              | önmaga     |                  | Gia Coppola                   |
| 2021 | Bajnokszív                      | Heart of Champions                      | Chris      | Baráth István    | Michael Mailer                |
| 2022 |                                 | Secret Headquarters                     | Hawaii     |                  | Henry Joost és Ariel Schulman |
| 2023 | Egy botrány részletei           | May December                            | Jon Yoo    | Lengyel Benjámin | Todd Haynes                   |
| 2025 | Hadviselés                      | Warfare                                 | Jake       | Baráth István    | Ray Mendoza Alex Garland      |

### Televízió
| Év        | Magyar cím               | Eredeti cím                   | Szerep         | Megjegyzés                                          |
| --------- | ------------------------ | ----------------------------- | -------------- | --------------------------------------------------- |
| 2014      | Glee – Sztárok leszünk!  | Glee                          | Model          | Epizód: "New New York"                              |
| 2015–2016 | Amerikai Horror Story    | American Horror Story: Hotel  | Mr. Wu         | két epizód                                          |
| 2017–2023 | Riverdale                | Riverdale                     | Reggie Mantle  | Visszatérő szereplő (2. évad); főszereplő (3. évad) |
| 2021      |                          | American Horror Stories       | Wyatt          | Epizód: "The Naughty List"                          |
| 2023      |                          | Poker Face                    | Davis McDowell | egy epizód                                          |
| 2023      | Világtörténelem, 2. rész | History of the World: Part II | Joshy Mudman   | három epizód                                        |

### Videóklipek
| Év   | Cím                                        | Előadó(k)     |
| ---- | ------------------------------------------ | ------------- |
| 2016 | "Save My Soul"                             | JoJo          |
| 2019 | "Break Up with Your Girlfriend, I'm Bored" | Ariana Grande |